# Jake Godbold
Jake Morris Godbold (* 14. März 1933 in Jacksonville, Florida; † 23. Januar 2020 ebenda) war ein US-amerikanischer Politiker (Demokratische Partei). Er war vom 2. Januar 1979 bis zum 1. Juli 1987 Bürgermeister von Jacksonville.

## Leben
Jake Godbold wuchs in Jacksonville auf. 1967 wurde er erstmals in den Stadtrat von Jacksonville gewählt, von 1971 bis 1978 war er dessen Präsident. Nach dem Rücktritt des Bürgermeisters Hans Tanzler, der sich um das Gouverneursamt des Bundesstaates Florida bewarb, führte Godbold zunächst dessen Amtszeit zu Ende. Später wurde er offiziell zum Bürgermeister gewählt. 1983 wurde er in seinem Amt bestätigt. Während seiner Amtszeit setzte sich Godbold für den Erhalt des NFL-Footballteams Jacksonville Jaguars ein und etablierte das Jacksonville Jazz Festival. Bei der Bürgermeisterwahl 1987 durfte Jake Godbold nach zwei aufeinander folgenden Amtszeiten nicht mehr antreten, Tommy Hazouri wurde zu seinem Nachfolger gewählt.
1995 bewarb sich Godbold erneut um das Bürgermeisteramt in Jacksonville, unterlag in der Wahl jedoch dem republikanischen Kandidaten John Delaney. Danach zog er sich aus der Politik zurück, blieb allerdings weiterhin als Berater Delaneys tätig und engagierte sich für wohltätige Zwecke. Bis zu ihrem Tod im Jahr 2013 war Jake Godbold mit Jean Godbold verheiratet, mit der er einen Sohn hat. Godbold starb am 23. Januar 2020 im Alter von 86 Jahren.